# 음력 4월 2일
음력 4월 2일은 음력 4월의 2번째 날이다.

## 사건
- 1865년 - 경복궁 중건 시작.
- 1961년 - 5·16 군사 정변 발발.

## 문화
- 1963년 - 동아방송 개국.

## 탄생
- 1995년 - 대한민국의 가수 미미.

## 사망
- 2016년 - 대한민국의 언론인, 기업인 방우영.

## 같이 보기
- 음력 360일: 1월 2월 3월 4월 5월 6월 7월 8월 9월 10월 11월 12월
- 전날:4월 1일 다음날:4월 3일 - 전달:3월 2일 다음달:5월 2일
- 양력:4월 2일
- 음력, 윤달